# Mastopoma salaense
Mastopoma salaense là một loài Rêu trong họ Sematophyllaceae. Loài này được (Hampe) Dixon mô tả khoa học đầu tiên năm 1935.